# Чорноминська сільська рада
| Чорноминська сільська рада — сільська рада у складі Піщанського району Вінницької області з адміністративним центром у с. Чорномин. Сільській раді підпорядковані населені пункти: - с. Чорномин - с. Козлівка - с. Рибки - с-ще Попелюхи |

## Склад ради
Рада складається з 20 депутатів та голови.

## Керівний склад сільської ради
| ПІБ                          | Основні відомості                                                         | Дата обрання | Дата звільнення |
| ---------------------------- | ------------------------------------------------------------------------- | ------------ | --------------- |
| Тодоровська Надія Георгіївна | Сільський голова, 1952 року народження, освіта, позапартійна              | 26.03.2006   | 31.10.2010      |
| Тишкул Зінаїда Петрівна      | Сільський голова, 1961 року народження, освіта вища, член Партії регіонів | 31.10.2010   |                 |

Примітка: таблиця складена за даними джерела